# Guttenberg (Iowa)
Guttenberg es una ciudad ubicada en el condado de Clayton en el estado estadounidense de Iowa. En el Censo de 2010 tenía una población de 1919 habitantes y una densidad poblacional de 349,66 personas por km².

## Geografía
Guttenberg se encuentra ubicada en las coordenadas 42°47′18″N 91°6′31″O / 42.78833, -91.10861. Según la Oficina del Censo de los Estados Unidos, Guttenberg tiene una superficie total de 5.49 km², de la cual 5.42 km² corresponden a tierra firme y (1.32%) 0.07 km² es agua.

## Demografía
Según el censo de 2010, había 1919 personas residiendo en Guttenberg. La densidad de población era de 349,66 hab./km². De los 1919 habitantes, Guttenberg estaba compuesto por el 98.33% blancos, el 0.16% eran afroamericanos, el 0% eran amerindios, el 0.47% eran asiáticos, el 0.1% eran isleños del Pacífico, el 0.42% eran de otras razas y el 0.52% pertenecían a dos o más razas. Del total de la población el 1.3% eran hispanos o latinos de cualquier raza.